# إيفانو بونيتي
إيفانو بونيتي (بالإيطالية: Ivano Bonetti)‏ (من مواليد 1 أغسطس 1964) هو مدير كرة قدم إيطالي ومدير نادي ولاعب كرة قدم محترف سابق، والرئيس التنفيذي الحالي ورئيس ومالك Mobisafe.